# Kempnyia serrana
Kempnyia serrana är en bäcksländeart som beskrevs av Navás 1936. Kempnyia serrana ingår i släktet Kempnyia och familjen jättebäcksländor. Inga underarter finns listade i Catalogue of Life.